# Правда (газета, Вена)
«Правда: Рабочая газета» — нелегальная социал-демократическая газета, предназначавшаяся «для широких рабочих кругов» и выходившая с октября 1908 до апреля 1912 года сначала в Женеве и Львове, а затем — в Вене; редактором печатного издания был Лев Троцкий, а международный отдел вёл Адольф Иоффе. Первоначально газета являлась органом Украинского социал-демократического союза «Спілка», а в 1910 году на короткий срок фактически стала органом ЦК РСДРП (в состав её редколлегии был введён член ЦК Лев Каменев); официально данный статус присвоен не был. В финансировании издания, тираж которого составлял несколько тысяч экземпляров, принимал участие как ЦК, так и международные социалистические организации и частные лица.
Газета отражала интернационалистические взгляды Троцкого и его журналистский стиль, при этом в ней также было опубликовано две сотни писем рабочих из множества городов Российской империи. Статьи «Правды» освещали как внутреннюю, так и внешнюю политику российских властей, а также партийные вопросы, связанные с фракционной борьбой в РСДРП. Стиль, формат, язык и политическая ориентация газеты получили в начале XX века значительную поддержку. После того как в 1912 году по инициативе Владимира Ленина в Санкт-Петербурге начался выпуск одноимённой газеты, вызвавший острую полемику из-за использования того же названия, за старым изданием закрепилось наименование «Венская „Правда“» — выход в свет большевистской «Правды» «завершил карьеру» венской газеты. В советской «Истории Всесоюзной коммунистической партии (большевиков). Краткий курс» (1938), венская «Правда» упоминалась в разделе «Борьба большевиков против троцкизма».

## Предыстория

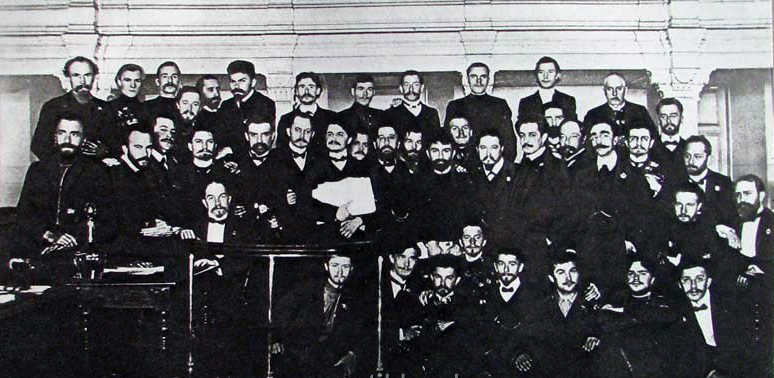
Троцкий среди рабочих депутатов Петербурга (1905)

После 1905 года, в связи с завершением революционных событий в Российской империи, потенциал Льва Троцкого как политика, организатора и оратора, не «находил возможностей для столь же блестящего выражения». В следующие несколько лет он, как и многие другие эмигранты, вернулся к журналистской деятельности, которой занимался в самом начале своей карьеры (см. Первая ссылка Троцкого). Как и в 1905 году — в случае с «Русской газетой» и небольшим изданием «Начало» — Троцкий стал редактором.

## История

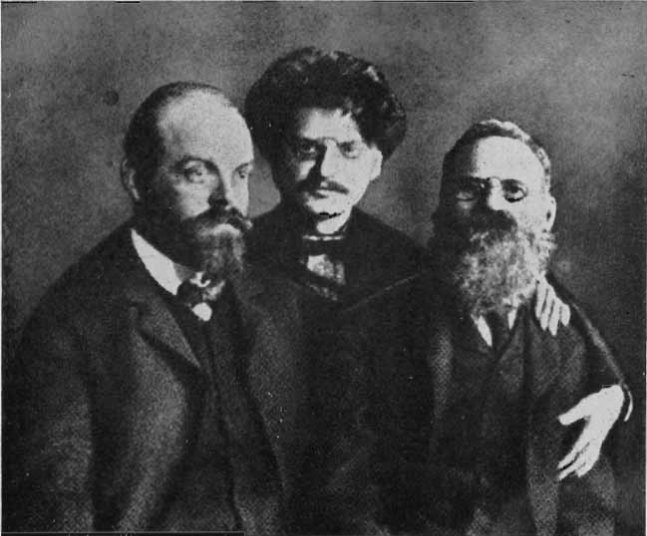
А. Парвус, Л. Троцкий и Л. Дейч в 1906 году

### Начало издания и организация доставки
Биографы Троцкого Юрий Фельштинский и Георгий Чернявский считали, что революционер постепенно склонялся к мысли о том, что случайные публикации статей в большевистской и меньшевистской социалистической прессе более не удовлетворяли его «притязаний на широкую социал-демократическую аудиторию»: к тому же, обе фракции РСДРП крайне осторожно относились в те годы к Троцкому как к нефракционному автору — формально он не входил ни в одну из них. Статьи в австрийских, германских и польскоязычных изданиях также не подходили будущему наркомвоенмору. В результате, Троцкий в эмиграции предпринял попытку издания собственной газеты, в которой он мог формулировать свои стратегические планы и собственные общественно-политические установки, а также — давать свою оценку текущим событиям как в мировой экономике, так и в международной и внутренней политике, «не приспосабливаясь к вкусам читательской публики».

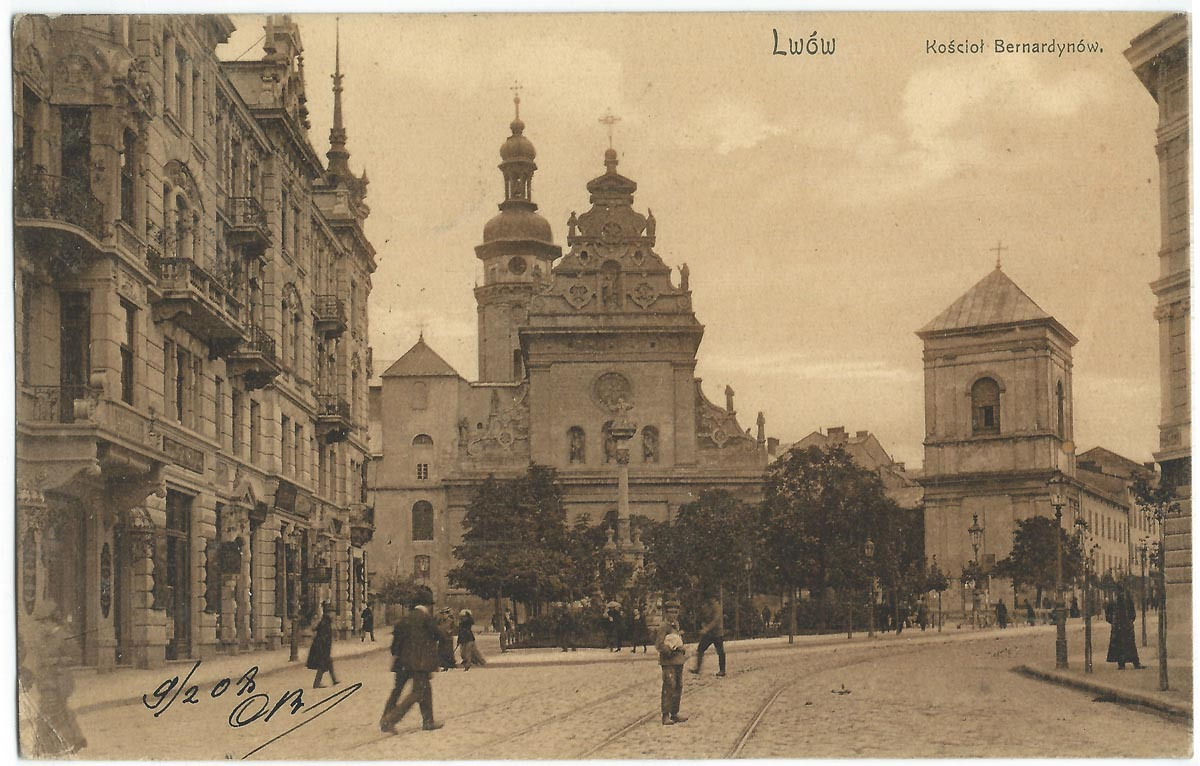
Город Львов около 1908 года

В октябре 1908 года, на занятые деньги, Троцкий приступил к изданию — сначала в Женеве (первый номер), затем во Львове (последующие пять номеров; по другим данным — только два) и, наконец, в Вене — газеты «Правда», которая, по его собственным словам, предназначалась «для широких рабочих кругов». Фельштинский и Чернявский полагали, что, скорее, печатное издание имело в качестве аудитории социал-демократическую и другую оппозиционную интеллигенцию, а также — «наиболее продвинутую» часть пролетариата. Первый номер газеты появился на свет 3 (16) октября 1908 года. Через Союз черноморских моряков, действовавший в те годы нелегально, и другие конспиративные организации, а также — нелегальные связи социал-демократов, часть тиража была отправлена контрабандным путём в Российскую империю: как через границу с Австро-Венгрией в Галиции, так и по Чёрному морю. Нелегальная доставка тиража отнимала у редакции много сил и времени. Постепенно Троцкому удалось установить с империей настолько эффективные контрабандные связи, что он смог даже оказывать помощь в нелегальных перебросках партийных работников, к примеру тех, что направлялись в социал-демократическую школу в итальянской Болонье.
Какое-то время значительный тираж «Правды» получала и влиятельная, хоть и нелегальная, киевская социал-демократическая организация: её секретарь — Наум Капелинский — регулярно переписывался с Троцким до провала организации в 1911 году (после чего новое руководство встало на большевистские позиции). Александр Богданов, в те годы являвшийся одним из руководителей «большевиков-примиренцев», писал в мае 1909 года Максиму Горькому о своей встрече с Троцким, который сообщил Богданову, что «Правда» «охотно даёт для переправки учеников свои пограничные связи. А они очень хороши»: летом того же года, Горький передал Троцкому 650 итальянских лир «для рабочих, которые поедут [в партийную школу]».

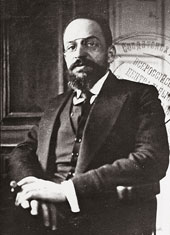
А. Иоффе около 1924 года

### Редакция
Отследить точный состав редакционной коллегии газеты «Правда» было сложно и в начале XX века, что вызывало критику со стороны других партийных изданий. Первоначальная редколлегия 1908 года состояла из Троцкого, Маркиана Меленевского (как представителя «Спилки» — Украинского социал-демократического союза), Семёна Семковского, а также Адольфа Иоффе (вёл международный отдел) и Матвея Скобелева, нанятых уже Троцким. Таким образом, к выпуску «Правды» были привлечены несколько человек, ставших известными после событий Октября 1917 года. Главным помощником Троцкого в газете был Иоффе: он не только «отдавал газете все свои силы», но и, получив значительное наследство, большую его часть предоставил на издание газеты — что и позволило выпускать её, с перерывами, в течение трёх с половиной лет:
[Иоффе] отдавал „Правде“ и свои силы, и свои средства.
Какое-то время секретарём редакции являлся вне-фракционный социалист Виктор Копп, ставший впоследствии советским послом в Швеции. Постоянным сотрудником газеты являлся и студент Технического университета Вены, меньшевик Скобелев, проявивший как «яркие журналистские способности», так и «организаторскую хватку»; позже Скобелев уехал на Кавказ, где успешно избрался в IV Думу Российской империи. Именно в «крохотной комнатушке» Скобелева, которого биограф Троцкого Ян Тэтчер называл состоятельным сыном нефтепромышленника, в 1913 году Троцкий впервые близко увидел («столкнулся») своего будущего «главного личного и политического врага» — Иосифа Сталина — который, по поручению Владимира Ленина, был занят в Вене написанием марксистской брошюры по национальному вопросу. По воспоминаниям Троцкого, знакомство тогда так и не произошло, поскольку Сталин, «лишь слегка кивнув, налил себе стакан чаю и молча удалился»; Сталин не оставил никаких свидетельств о своей первой встрече с Троцким, хотя историк и публицист Лев Безыменский и утверждает без ссылок на какие-либо документы, что в Вене Троцкий оказывал помощь Сталину.

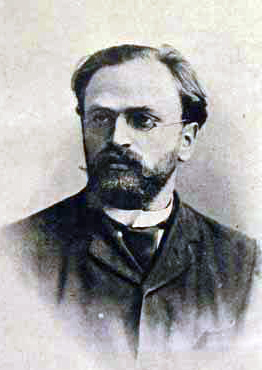
Д. Рязанов в 1890-е годы

Позже Троцкий, рассказывая о венском периоде своей жизни, не упоминал Семёна Семковского, хотя современные исследователи считали, что он сыграл важную роль в выпуске «Правды» — он считался одним из редакторов газеты и публиковал в ней множество своих материалов. Фельштинский и Чернявский считали, что сотрудничество как со Скобелевым, так и с Семковским было очень неудобно для Троцкого в советское время из-за попытки наркома приблизить свои политические позиции к ленинским. Кроме того, в газете работал и будущий основатель Института марксизма-ленинизма Давид Рязанов.

### Выпуск
Постепенно Троцкий и его коллеги смогли наладить «более или менее регулярный» выпуск газеты, хотя её периодичность лишь изредка составляла заявленные две недели, а иногда газета выходила с перерывами в несколько месяцев; с 1911 года она иногда издавалась с интервалом в три месяца.

#### «Спилка»
Изначально газета под заголовком «Правда» издавалась в качестве органа «Спилки» (Украинского социал-демократического союза), близкой к меньшевикам — но в результате серии арестов 1907 года печатное издание выходить перестало. Затем публикация продолжилась уже под руководством Маркиана Меленевского (псевдоним Басок или Иван Гылька), который передал газету Троцкому, имевшему связи в Киеве и сотрудничавшему с газетой «Киевская мысль». Первоначально Троцкий вошёл, по приглашению Семковского, в состав новой редколлегии, а затем договорился с бывшими деятелями «Спілки», фактически переставшей функционировать в те годы, передать ему права на выпуск газеты. Однако, само издание было начато «как бы заново»:
В настоящее время Бронштейн [Троцкий] состоит редактором газеты «Правда» – органа Украинского союза «Спілка» РСДРП, проживает в Вене.

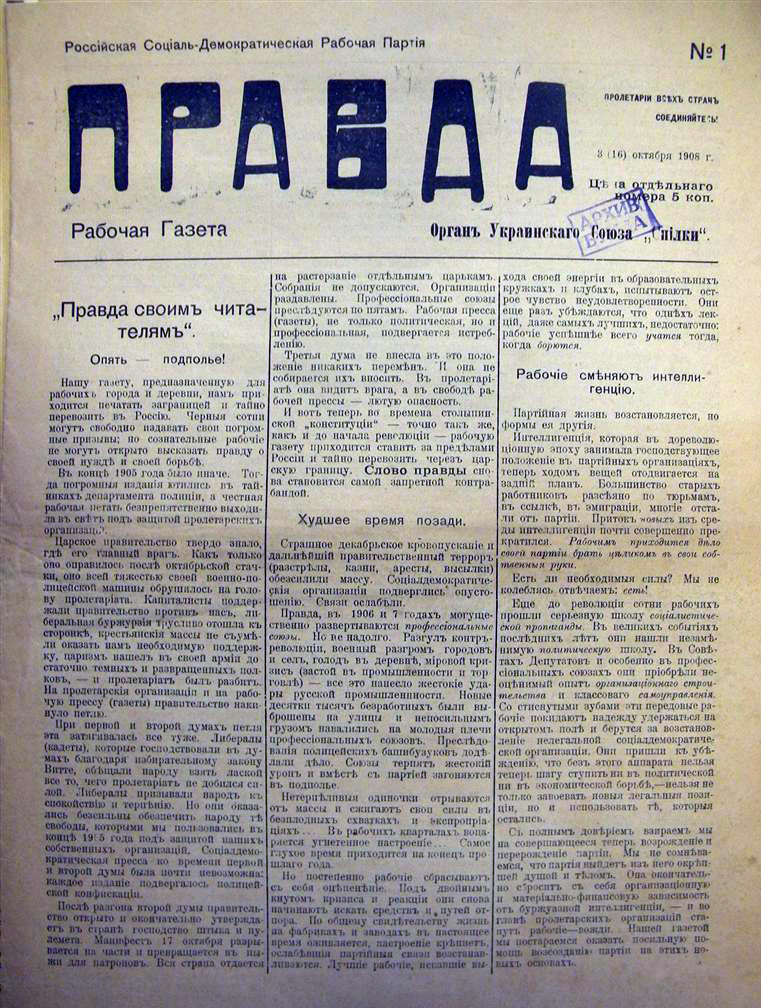
Первый номер «Правды» (Женева, 1908)

Первые два номера газеты имели подзаголовок «Орган украинского союза „Спілки“», но затем он пропал с заглавной страницы, поскольку содержание неаграрного и неукраинского издания перестало отвечать чаяниям большинства членов Союза. В январе 1909 года конференция «Спілки» официально заявила, что новая «Правда» более не является её печатным органом. Причиной тому могло быть отсутствие кого-либо из редакции, которой было направлено приглашение, на самой конференции. При этом, некоторые связи с Союзом, возможно, не были разорваны окончательно и в последующие годы.

#### Признание РСДРП
После получения прав на «Правду», Троцкому удалось добиться официального признания газеты общепартийным предприятием РСДРП — хотя это признание и осталось только формальным; фактически газета оставалась его личным печатным органом. В частности, Ленин отнёсся к идее Троцкого весьма подозрительно: Фельштинский и Чернявский высказывали предположение, что лидер большевиков не исключал возможности «прибрать к рукам и „Правду“, и её редактора», поскольку газета крайне нуждалась в финансовых средствах. В 1909 году Троцкий совершил несколько поездок по социал-демократическим «колониям» русских эмигрантов в Западной Европе, пытаясь заручиться их поддержкой: в конце мая — начале июня он посетил Париж, поскольку 16 мая ЦК РСДРП «легализовал» газету, объявив её редакцию партийной группой. После этого Троцкий смог обратиться в ЦК уже с просьбой как о материальной, так и об организационной поддержке: большевики-примиренцы были склонны согласиться, но Ленин занял значительно более осторожную позицию:
Насчет Троцкого должен сказать, что я буду самым решительным образом против помощи ему, если он отвергнет (а он уже отверг!) равенство в редакции, предложенное ему членом ЦК [Каменевым]. Без решения этого вопроса Исполнительной комиссией [Большевистского центра] никакие шаги помощи Троцкому не допустимы. Поэтому на печатание „Правды“ в типографии „Пролетария“ Хозяйственная комиссия имеет право согласиться только в том случае, если это не будет помощью новой фракции (ибо Троцкий основывает новую фракцию, а член ЦК б[ольш]е[ви]к предлагал ему вместо этого идти в партию… как всякому иному)… Самым решительным образом настаиваю на том, что вопрос об отношении к „Правде“ ещё будет решаться Исполнительной комиссией [Большевистского центра] и что ни одного шага помощи до этого решения делать нельзя, ничем себя связывать нельзя.

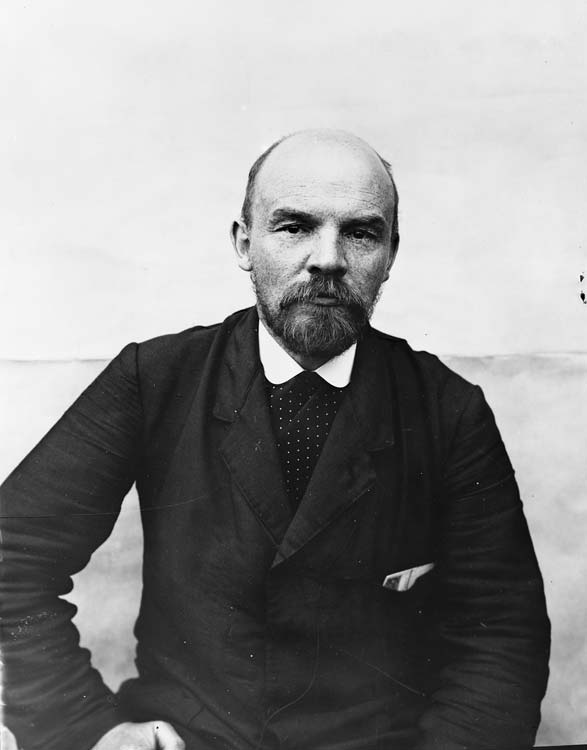
В. Ленин в 1914 году

То есть Ленин соглашался на финансирование «Правды» только на условиях присоединения её редактора к большевикам: «таких намерений Троцкий действительно не проявлял». Биограф Троцкого Ян Тэтчер, со ссылкой на троцкиста Тони Клиффа, писал о двух приглашениях Троцкому принять участие в работе большевистского «Пролетария»: в первый раз, в 1908 году, он был приглашён войти в состав редакторской коллегии; во втором случае, в 1909, расширенный состав коллегии согласился обсудить с Троцким вопрос о слиянии двух печатных изданий (Иосиф Гольденберг был послан с этой целью в Вену) . Но после этого Ленин сменил своё весьма условное согласие на материальную поддержку «Правды» на «негодование»:
Троцкий повел себя как подлейший карьерист и фракционер… Болтает о партии, а ведет себя хуже всех прочих фракционеров.
В июне 1909 года Троцкий просил своего зятя Каменева оказать финансовую помощью «Правде»: «добыть из-под земли 100 руб[лей] и выслать их мне по телеграфу»; в противном случае, писал Троцкий, «сидим без хлеба, молока и мяса». Каменев, посоветовавшись с Лениным, который высказался за отправку денег, перевёл всю сумму. В 1910 году «долгий пленум» ЦК РСДРП в Париже постановил не только создать Коллегию из членов ЦК в России (позже этот орган стали называть Русское бюро ЦК) с равным представительством большевиков и меньшевиков, но и принял решение приостановить фракционные публикации и вложить партийные средства в единый печатный орган. Ленин на «долгом пленуме» голосовал против содействия «Правде». После того как в декабре 1911 года Троцкий направил Кларе Цеткин письмо от имени редакции с резким осуждением действий Ленина, связанных с переводом на личный счёт большевистского лидера партийных средств (как минимум 33 тысячи франков), оставшихся от наследства фабриканта Николая Шмита, пленум ЦК принял специальную резолюцию о газете «Правда»: в её первоначальном тексте был пункт о праве вето самого ЦК; в окончательном варианте данный пункт стал лишь предусматривать, что изменения в составе редколлегии газеты производятся путём соглашения между редакцией и ЦК. Кроме того, Троцкому была предоставлена дотация в 150 рублей (400 франков), чем ЦК фактически признал «Правду» в качестве своего органа, хотя официально данный статус присвоен не был. В любом случае, это было более благоприятное решение, чем то, что предполагал Большевистский центр, и сама редакция позитивно откликнулась на него:
Относительно Троцкого максимальной уступкой «Правде» со стороны фракции признается: согласие оставить «Правду» в Вене при назначении редакции на началах равенства (т. е. один ред[актор] от «Правды», 1 б[ольш]е[ви]к от Ц[ентрального] к[омитета]) и с превращением «Правды» в орган Ц[ентрального] к[омитета]. Особой финансовой помощи «Правде», кроме общих взносов в Ц[ентральный] к[омитет], фракция не оказывает.

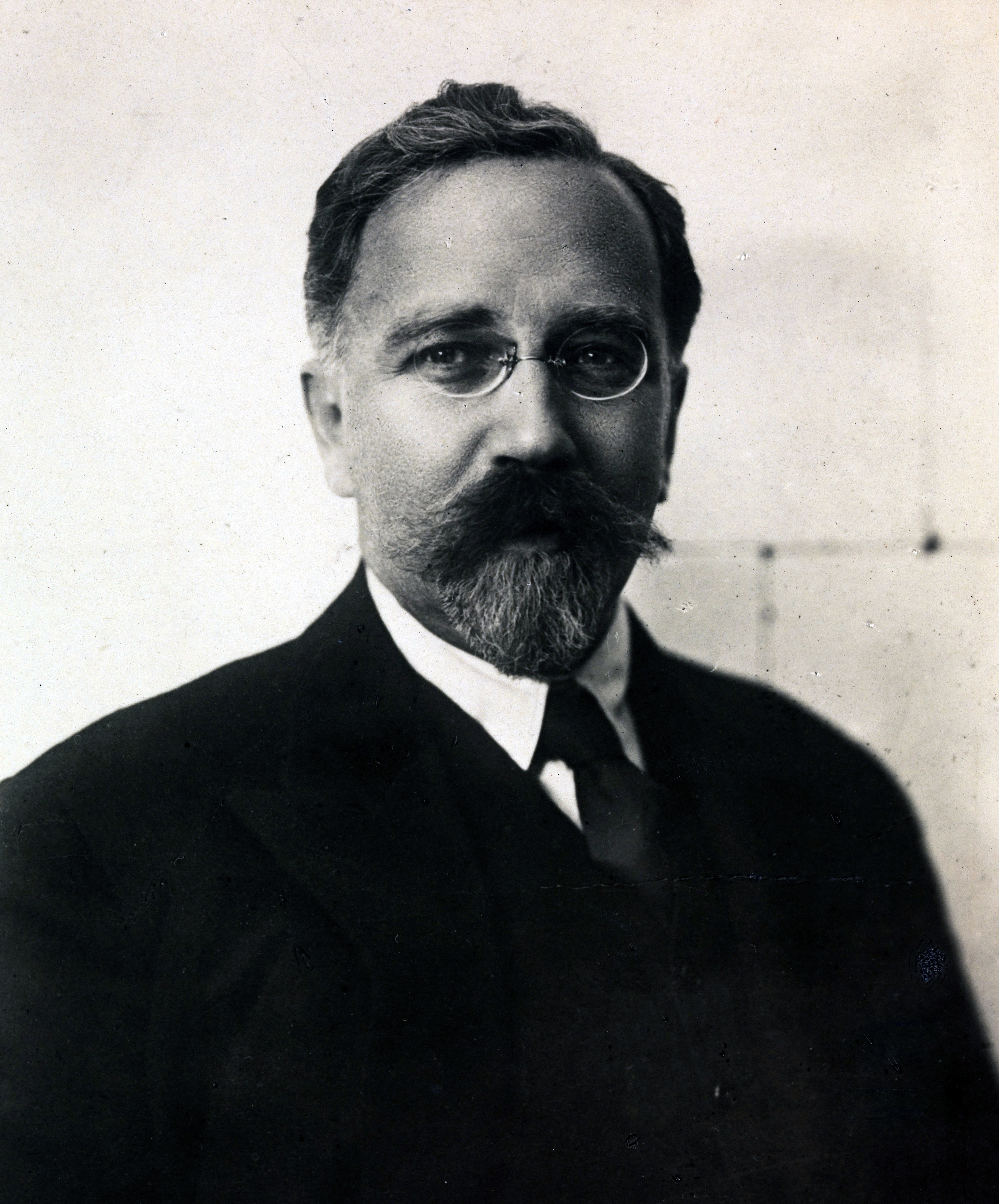
Л. Каменев в 1920-е годы

По настоянию Ленина и с согласия Троцкого пленум решил ввести в редакцию газеты «Правда» представителя ЦК: таковым, по выражению Анатолия Луначарского, «всесторонним надзирателем за Троцким» стал Каменев. Он приехал в Вену с предложением сосредоточить газету целиком на партийных делах, взамен чего Ленин предлагал на очередной партийной конференции объявить газету органом ЦК РСДРП с выделением на её издание крупных сумм из партийной кассы. Сотрудник меньшевистского журнала «Голос социал-демократа» Михаил Назарьев, по окончании пленума сообщал, что «Правда» из частного издания «кружка литераторов» становилась субсидируемым изданием при ЦК:
Б[ольшеви]ки хотели взять [«Правду»] под своё руководство, м[еньшеви]кам удалось отстоять ее независимость.
По мнению Фельштинского и Чернявского, Троцкий вначале колебался, поскольку перспектива редактирования общепартийной газеты была весьма заманчивой. В тот период «Правда» заняла явно примирительную позицию в отношении большевиков, что позже «не укрылось от внимательного взгляда» бывшего жандармского генерала Александра Спиридовича, изучавшего в 1920-е годы, уже в эмиграции, историю большевизма. Однако Ленин не собирался предоставлять редакции ни малейшей степени автономии: несмотря на попытки Каменева сгладить углы, в редакции начались трения, в частности, в связи с вопросом об отношении к «ликвидаторству»: Троцкий не торопился осуждать меньшевиков за неисключение «ликвидаторов» из партии — в апреле он сам выступал против исключения ликвидаторов из партии, поскольку, по его мнению, не существовало чётких критериев для выявления таковых и было возможно преодолеть ликвидаторские взгляды путём «углубления социал-демократической работы».

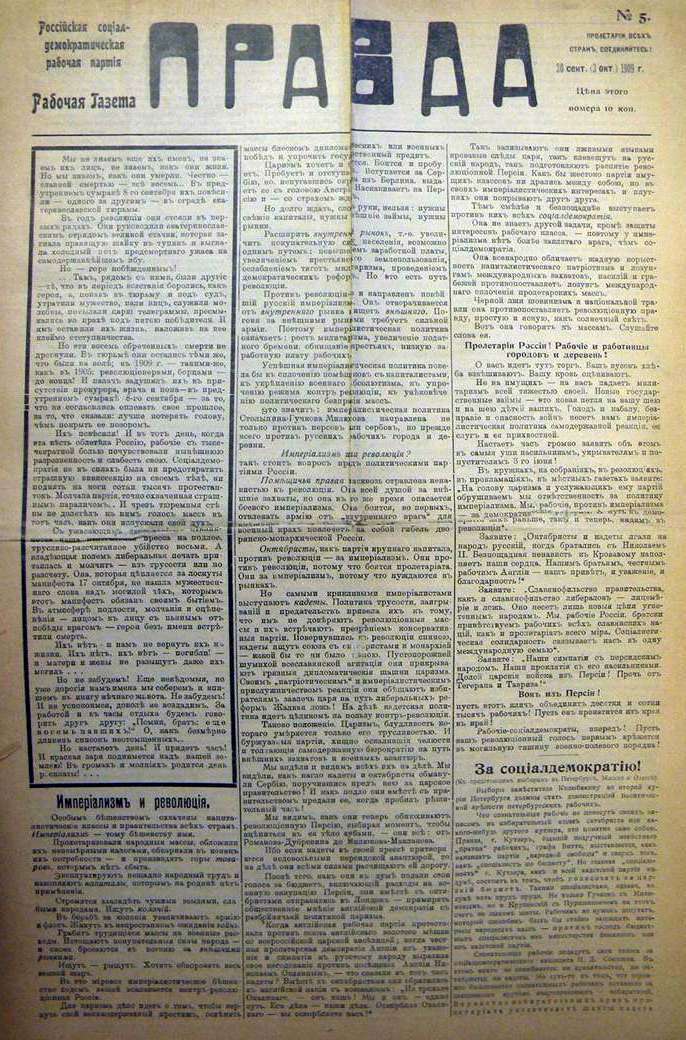
Пятый номер «Правды» (Львов, 1909)

Ленин настаивал на проведении в редакционной политике своей более жёсткой линии, а Троцкий отказывался следовать императивным директивам большевистского лидера; «последовали пререкания и интриги». В какой-то момент уже Каменев счёл необходимым разрыв с Троцким и уже Владимир Ильич был вынужден его остановить:
Необходим ли нам выход из „Правды“? Вы решаете почти что да — опять же „поторопившись“ написать после первого конфликта с Троцким.
В июле 1910 года в «Правде» появилась статья под заголовком «Письмо к мыслящим рабочим», которое Ленин счёл защитой ликвидаторства. Кроме того, в газете не нашёл отражение тот факт, что меньшевики, вопреки решению январского пленума, не закрыли свой печатный орган «Голос социал демократа»:
Ваш [Каменева] выход из «Правды», по-моему, — ежели он неизбежен — должен быть обставлен архитщательно (напишите статью против ликвидаторства и против «Голоса», пусть Троцкий откажет!)
В результате, уже по требованию Ленина, Каменев покинул редакцию, а финансирование газеты из партийной кассы было прекращено:
Между Каменевым и Троцким произошел такой бурный разрыв, что Каменев очень скоро вернулся назад в Париж.
После отъезда Каменева Троцкий настаивал на присылке в редакцию другого представителя ЦК, «способного проводить интересы партии и ЦК в целом, а не только одного небольшого кружка, даже не фракции» — но этот вопрос не был рассмотрен, поскольку ЦК РСДРП перестал собираться. Будучи фактическим распорядителем финансовыми средствами партии, Ленин, вопреки решению «долгого пленума», прекратил финансирование «Правды» — что было интерпретировано в резолюции цюрихской группы русских социал-демократов как открытый поход против газеты, «полезность которой признана была единодушно всеми фракциями на пленуме ЦК». Троцкий вскоре заявил, что большевики пытались «задушить „Правду“ петлёй финансового террора»:
Между тем официальные партийные сферы под гримасой официального сочувствия прячут добрую долю своего недоброжелательства или, в лучшем случае, безучастия по отношению к «Правде».

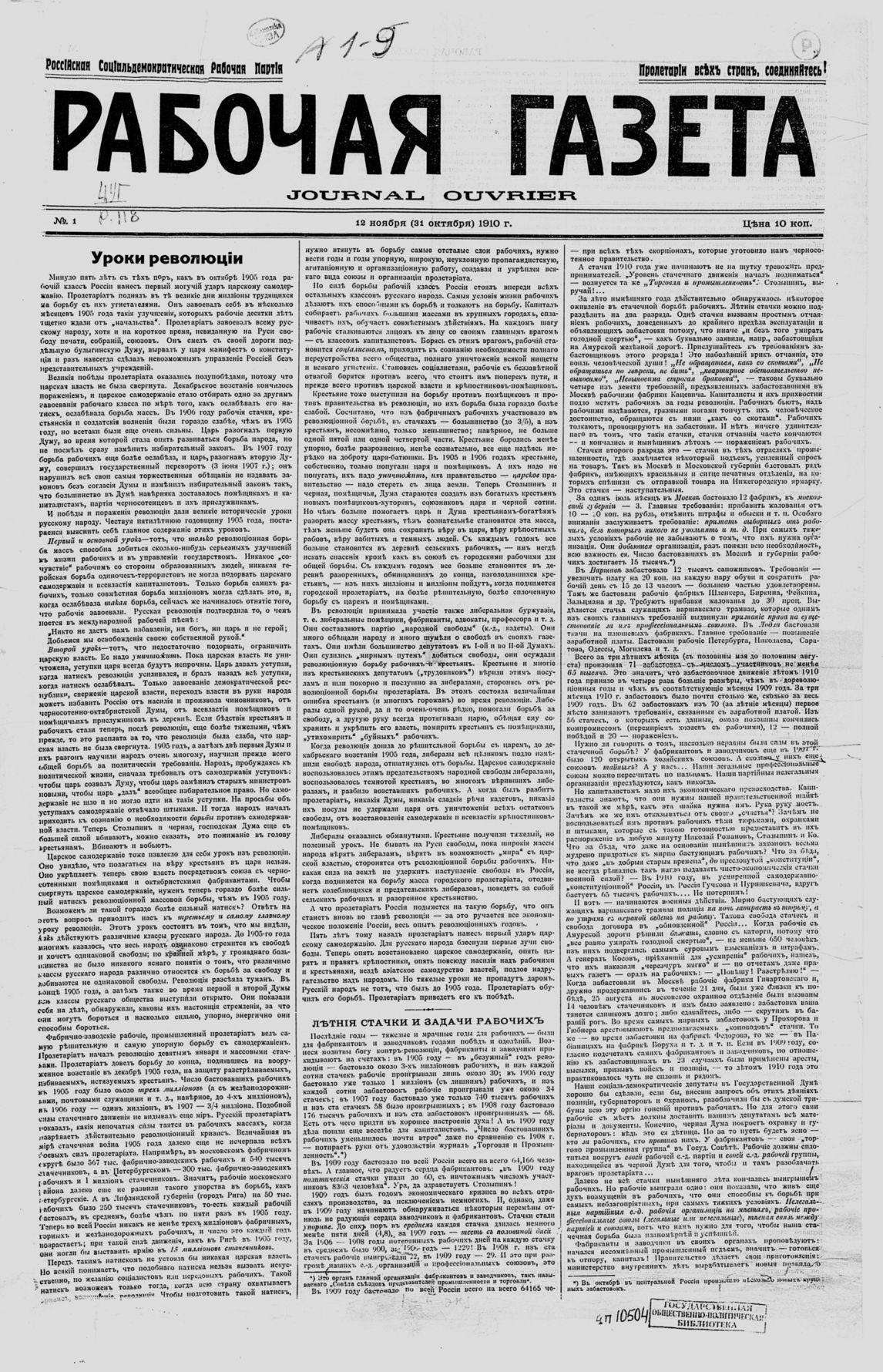
Первый номер «Рабочей газеты» (Париж, 1910)

Троцкий, тем временем, продолжал добиваться, чтобы редактируемая им газета стала единственным официальным органом ЦК социал-демократов. Социал-демократический клуб в Вене, оказавшийся под фактическим руководством будущего главы Красной армии, «нервно реагировал» на появление в ноябре 1910 года в Париже конкурирующей с «Правдой» «Рабочей газеты», выходившей под редакцией Ленина, Каменева и Зиновьева: резолюция клуба от 26 ноября настаивала на созыве партийной конференции и констатировала, что «новый [печатный] орган является частным предприятием группы ленинцев, опирающихся на сотрудничество т[оварища] Плеханова» — «в лице „Рабочей газеты“ мы имеем фракционный орган, само возникновение которого продиктовано фракционными целями». В резолюции также сообщалось о создании общепартийного фонда для подготовки к созыву примирительной конференции РСДРП. В ответ — как «Рабочая газета», так и официальный «Социал-демократ» — обрушились с нападками на Венский клуб, который они называли «кружком Троцкого». Отвечая на критику в открытом письме в редакцию «Социал-демократа», опубликованном 13 февраля 1911 года, Троцкий — от имени клуба — опровергал ленинские доводы.
В номере от 16 (29) ноября 1911 года, который вышел после длительного перерыва, связанного с финансовыми трудностями издания, жирным шрифтом было опубликовано заявление о том, что «Правда», вопреки утверждениям Ленина, не является фракционным изданием. В своём ответе на данный текст Ленин пытался убедить читателей, что подобное заявление является дипломатической игрой со стороны Троцкого и что подобная «революционная фраза служит для того, чтобы прикрывать и оправдывать фальшь ликвидаторства, засоряя тем сознание рабочих». Далее будущий глава Совнаркома уверял, что с Троцким невозможно полемизировать по существу, ибо у бывшего главы Петербургского совета «нет никаких взглядов» — Троцкий обвинялся в том, что он являлся дипломатом «самой низкой пробы». После этого Ленин всё же вступил в полемику с опубликованными в «Правде» тезисами о партийном единстве.
В результате, добиться превращения «Правды» в подлинно общепартийный орган не удалось — она так и оставалась персональным печатным органом Троцкого. Не увенчались особым успехом и многократные обращения Троцкого к «товарищам на местах», в которых он просил оказать газете материальное содействие:
Организуйте сборы в пользу „Правды“! Главное, чтобы эти сборы были правильными, лучше всего — ежемесячными. Самая скромная сумма, но регулярно получаемая, имеет для нас, при наших скромных расходах, серьезное значение.

#### Финансирование издания
В то же время, пусть и «весьма редко и в ограниченных размерах», деньги на выпуск «Правды» всё же поступали: в частности, летом 1911 года 300 франков поступили от Центрального комитета социал-демократии Латышского края, который мотивировал это тем, что газета «всегда старалась стоять в стороне от фракционных раздоров»; немецкие социал-демократы также предоставили изданию небольшой грант. Фельштинский и Чернявский считали, что группа Троцкого и газета «Правда» («правдисты») проявляли в вопросе о восстановлении единства социал-демократов наибольшую активность — тогда как Ленин и его ближайшие сторонники брали курс на раскол, объявляя истинными социал-демократами исключительно самих себя: своё суждение историки подтверждали подробной информацией Департамента полиции, поступившей от агента Матвея Бряндинского — согласно его сведениям в газете «Правда» Троцкий «стремился избегнуть организованной борьбы с „отзовистами“ и „ликвидаторами“»; такая позиция вызвала против Троцкого «озлобление Ленина и его приверженцев, намеревающихся подорвать его значение лишением субсидии от ЦК и изданием (пока [на 1910 год] проектируется) при Центральн[ом] органе общедоступной рабочей газеты, которая могла бы конкурировать с популярной в настоящее время и пользующейся всеобщим распространением „Правдой“». Бряндинский также полагал, что Троцкий активно агитировал за созыв партийной конференции, полагая на ней отстоять субсидию ЦК или даже добиться признания венской «Правды» центральным партийным печатным органом, оттеснив таким образом большевистскую «Рабочую газету».
В конце февраля 1911 года редакция «Правды» обратилась к партийным организациям с открытым письмом о своей работе по подготовке конференции, ставящей своей целью вопрос об объединении враждующих фракций РСДРП:
Мы считаем, что оживление в верхнем слое рабочих позволит теперь наконец выполнить задачу, сформулированную год тому назад пленумом… а выполнение этой задачи… может положить предел той фракционной кружковой борьбе, которая после пленума не ослабела, а усилилась… Нет, не примирение лидеров написали мы на знамени «Правды», а внесение единства в борьбу передовых рабочих. Раз это единство будет достигнуто, тогда уж лидеры сами научатся подчиняться потребностям рабочего движения и идти с ним нога в ногу.

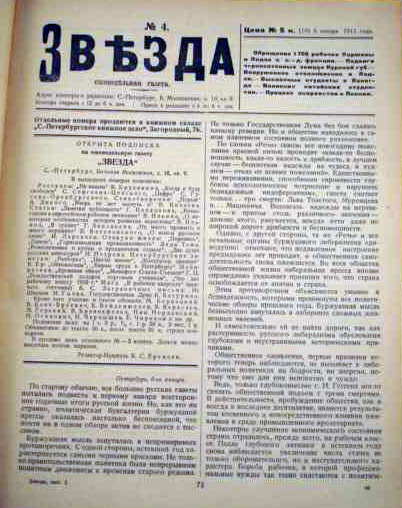
Газета «Звезда» (переизд. 1932)

Троцкий как редактор был обеспокоен не только прекращением сотрудничества с большевиками и утратой стабильного канала финансирования, но и планами создания в Российской империи большевистской газеты, которая была способна стать серьёзным конкурентом «Правды». Такая газета — под названием «Звезда» — была создана в декабре 1910 года; она стала предшественницей «ещё более амбициозного предприятия» Ленина — ежедневной газеты «Правда», название которой было «совершенно цинично украдено» у венского издания. На полосах обеих газет сторонники Ленина «развернули массированную кампанию» как против самого Троцкого, так и против «венской „Правды“» — обвиняя их в покровительстве ликвидаторам. В июне 1911 года Ленин, обращаясь к Карлу Каутскому с требованием передать большевикам те деньги, что были переданы ему на хранение в качестве общепартийного фонда, «особенно энергично и желчно жаловался» на поведение Троцкого, который обвинялся в издании фракционного органа.
С Троцким, который интригует в пользу ликвидаторов и отзовистов-впередовцев, каши сварить нельзя.
Троцкий также энергично включился в борьбу за партийную кассу и даже встретил определённое сочувствие со стороны как руководителей немецких социал-демократов, так и соперничавших с большевиками левых политиков Российской империи: в частности, 19 августа 1911 года Павел Аксельрод писал Фёдору Дану и Юлию Мартову, что «вероятно, Тр[оцкий] пришлёт вам или в З[аграничное] Б[юро] ЦК обстоятельный доклад» на тему переговоров с держателями партийной кассы — Каутским, Мерингом и Цеткин; причём сам Каутский предложил Аксельроду и Троцкому «собраться с ними для предварительной, частной беседы».
Финансовое положение газеты регулярно отражалось в небольшой заметке, выходившей приблизительно в каждом третьем номере и содержавшей баланс издания. Уже первый из них показывал общую картину, которая в целом сохранилась в течение всей жизни печатного издания: согласно первому балансу, «львиная доля» из 719 швейцарских франков, собранных с 15 июля по 24 декабря 1908 года, поступила от подписки, продажи и пожертвований от русских эмигрантских центров в Швейцарии и Австрии, в то время как с партийных организаций на территории самой Российской империи было собрано «очень мало денег»; расходы привели к значительному дефициту бюджета, который был покрыт за счёт краткосрочного кредита.
После того, как газета обрела репутацию, а её штаб-квартира переместилась из Львова в Вену, деятельность по сбору средств набрала обороты. Почти половина из 2579 австрийских крон, собранных с декабря 1908 года по август 1909 года, приходила от двух индивидуальных благотворителей, и только 75 крон приходилось на партийные организации Империи. С мая по декабрь 1910 года регулярная поддержка оказывалась в форме субсидии от ЦК РСДРП (на общую сумму в 3047 крон), что составило почти половину от общего бюджета в 6677 крон: относительно большая сумма в 1500 крон, поступившая в тот период из Российской империи, состояла из пожертвований от трёх лиц на сумму в 1100 крон.
В целом же, примерно половину из 26 000 крон, собранных за все четыре года существования издания, приходилась на мероприятия по сбору средств, в проведении которых редакция проявила «выносливость и изобретательность» (они включали в себя социальные вечера, лекционные туры, продажи и сбор частных пожертвований), а из источников в пределах России поступило менее 10 % от этой суммы; остальные 40 % состояли из финансирования от ЦК и займов. Подобные результаты, по мнению профессора Фредерика Корни, доказывали что «Правда» не могла рассчитывать на деньги от своих предполагаемых читателей — особенно, учитывая низкий уровень партийной активности в Российской империи тех лет.

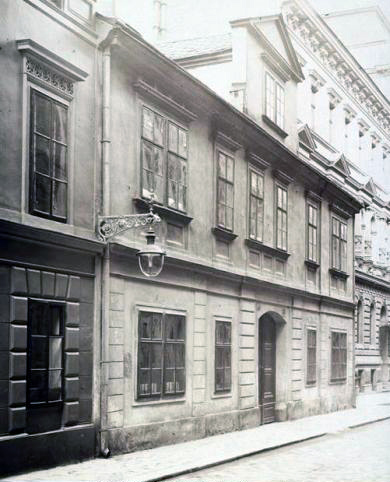
Вена, улица Mariannengasse, дом 22 — рядом с офисом «Правды» (1904)

Типографские расходы газеты, печатавшейся по адресу Lazarettgasse 8, «поглотили» более трети из собранных 26 000 крон; расходы на почтовую доставку, телеграф и транспорт (контрабанду), составили более 11 000 крон. Остальные расходы (около 6000 крон) включали в себя подписку на газеты и журналы, секретарские и редакционные сборы, организационные поездки по партийным делам, погашение долгов, аренду офиса по адресу Mariannengasse 17 и расходы на его содержание. Сам Троцкий в Вене проживал по адресам XIX Friedigasse 40 и XIX Weinberggasse 43.

### Авторы и статьи
Троцкий стремился привлечь к участию в газете и «авторитетные литературные силы»: зная о популярности Горького как среди социал-демократов, так и в лево-либеральной среде, Троцкий обратился к писателю с предложением о регулярном сотрудничестве — в ответе от 31 мая (13 июня) 1909 года Горький просил «подождать немного», при этом лестно отозвавшись о самой газете. Несмотря на это, ни одна горьковская публикация в «Венской „Правде“» так и не появилась:
„Правда“ Ваша страшно нравится мне: такая она простая, ясная, без особенных громозвучных слов, а — задушевно.
В то же время германские и австрийские социал-демократы откликались на приглашения Троцкого выступить в газете: среди авторов статей были Каутский, Меринг, Виктор Адлер, Отто Бауэр; кроме того в редакцию поступали и материалы из Российской империи, посылку которых организовали, в частности, М. В. Журавлёва и Фёдор Калинин, ездившие в Россию для набора слушателей в партийную школу в Болонье.

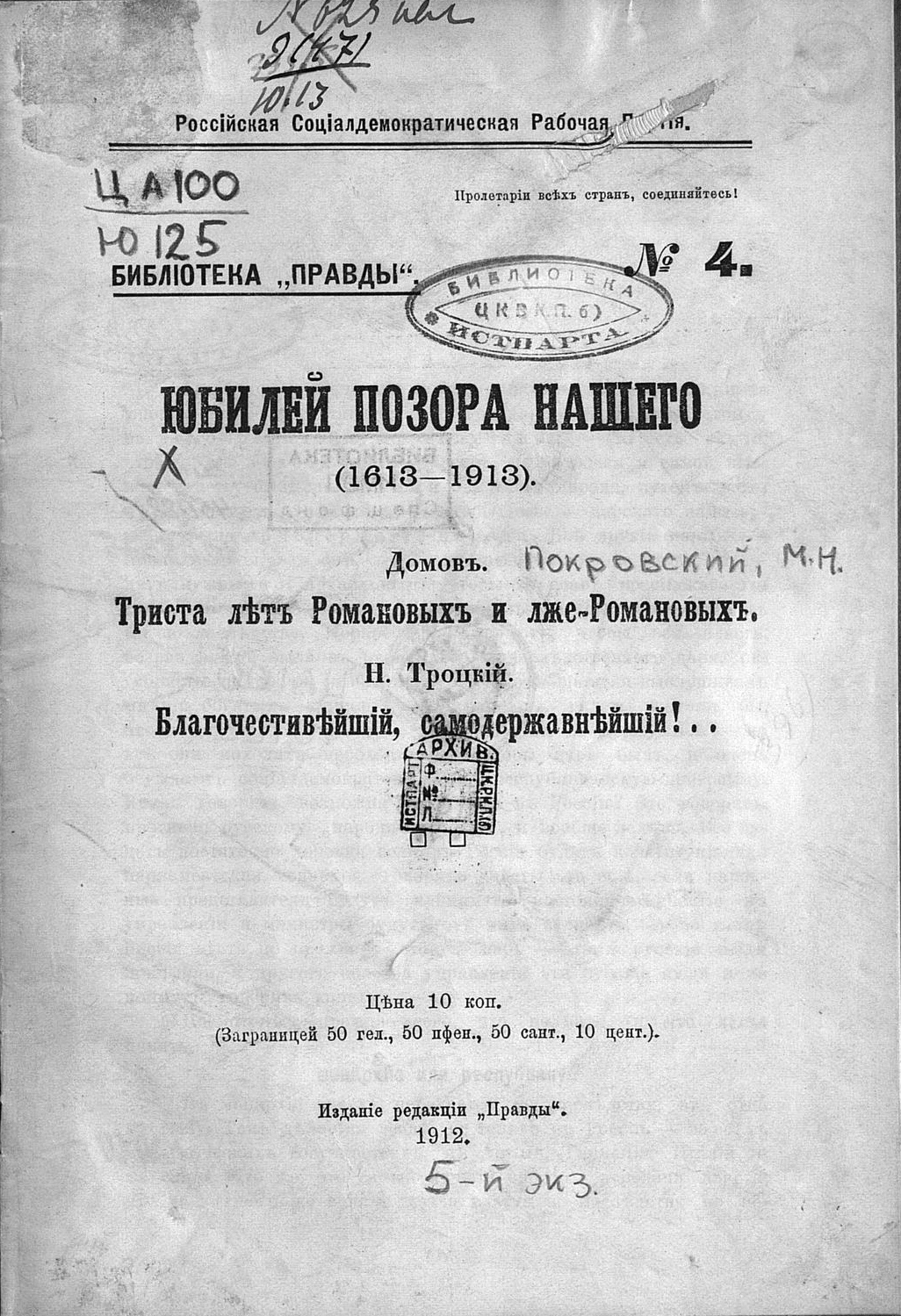
Брошюра «Юбилей позора нашего (1613—1913)», опубликованная в 1912 году

Всего, c 1908 по 1912 год, увидело свет 25 номеров «Правды»; было издано также четыре тематических приложения к газете в формате «Библиотека „Правды“». По мнению Фельштинского и Чернявского, наиболее значительным из приложений была «язвительная сатирическая» брошюра «Юбилей позора нашего (1613—1913)», посвящённая 300-летию дома Романовых, часть из которой («Благочестивейший, самодержавнейший!») была написана самим Троцким:
Борясь за подчинение себе царя [Николая II], министры, шептуны и временщики вынуждены не только льстить ему на словах, прославляя его боговдохновенную мудрость, но и подлаживаться под него на деле, цепляться за его симпатии, раздувать его капризы, угождать его предрассудкам, — и таким образом в конце концов именно он сам, Николай II, со своими взглядами и вкусами, оказывается в центре всей государственной машины, всех её преступлений и злодеяний. И та личная ненависть, какую питают к Николаю сознательные рабочие, да и все мыслящие и честные граждане, в полной мере заслужена этим коронованным уродом.
Первый, ещё женевский, номер содержал те же мысли будущего наркома, что и озвученные им ранее, в 1906 году, в книге «Наша революция» (часть «Итоги и перспективы»). В редакторской статье «Правда к своим читателям» Троцкий провозглашал единство классовой борьбы как основную задачу партии и пролетариата. Троцкий выбрал «таблоидный формат» (англ. tabloid format) для своей газеты, разбивая печатные колонки на короткие, легко усваиваемые абзацы и часто разделяя последние на ещё более короткие фразы; его обращение к пролетариату основалось на двух принципах: простоте и ясности языка и актуальности предмета статьи. Уже первый номер иллюстрировал подход революционера, отличавший «Правду» от современных ей изданий: в частности, иностранные слова были, в интересах читателей, переведены на русский язык, а курсив и широкая разрядка использовались, чтобы подчеркнуть основные тезисы текстов; «отрывистые» (итал. staccato) предложения, акцентированные на тех или иных требованиях, призывали рабочих и крестьян — часто в императивном тоне.

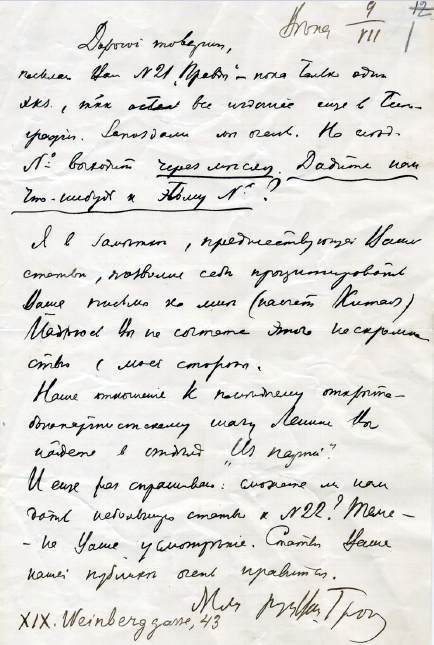
Письмо Л. Троцкого М. Покровскому с просьбой прислать статью для газеты «Правда»

В материалах газеты — и прежде всего в своих собственных статьях для неё — Троцкий стремился откликаться на все актуальные проблемы, причём делал он это, по мнению Фельштинского и Чернявского, с присущим ему журналистским и полемическим блеском. Сквозь практически все крупные публикации Троцкого тех лет неизменно проходила его главная идея «непрерывности революции» — идея о существовании «перманентной цепи», которая теперь проводилась с максимальной последовательностью. Троцкий «по-прежнему настойчиво и упорно проводил мысль о „перманентности“ русской революции», то есть доказывал, что, «раз начавшись, она не может закончиться до тех пор, пока не приведёт к ниспровержению капитализма и водворению социалистического строя во всем мире». Его статьи являлись не абстрактными, напыщенными призывами, а информативными отчётами, которые часто использовали знания о конкретных условиях в различных регионах Российской империи.
Интернационалистические взгляды Троцкого также нашли отражения на страницах венской «Правды»: часть её была посвящена внесению «интернационалистического сознания» в российской пролетариат и борьбе с патриотическими, националистическими чувствами рабочих, на которых, по мнению революционера, процветал царский режим («У нас ещё нет отечества… мы хотим его создать»). Последние события в европейском социал-демократическом движении получали в среднем двадцать процентов площади издания: доклады о конференциях социал-демократов в Италии, Польше и Литве, парламентские успехи социалистов в Австрии и Франции, растущие профсоюзные движения в Австрии, Германии и Японии были освещены так, чтобы показать, что революционное рабочее движения набирает обороты по всему миру. Русский рабочий, по мнению редакции, «должен [был] поставить себя в социалистическую солидарность с пролетариатом Германии». Фредерик Корни полагал, что подобный преждевременный интернационализм был скорее результатом желаний самого Троцкого, чем отражением чаяний российского пролетариата.

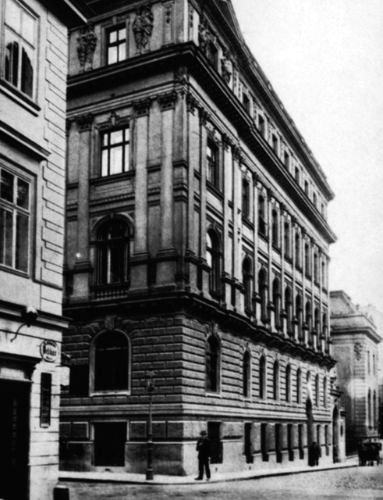
Вена: улица Mariannengasse, дом 20 (начало XX в.)

В газете существовал и раздел «Письма в редакцию», занимающий до одной трети пространства издания, в котором в основном публиковались письма российских рабочих. Профессор Корни полагал, что это создавало доверие к «Правде» как настоящей рабочей газете, а также подтверждало популярность издания и создавало хронику партийной деятельности в Российской империи начала XX века. Между 1908 и 1912 годами в газете было напечатано 204 письма, из которых тридцать пять процентов пришло с территории Украины, а тридцать два процента — из промышленных центров Империи (Санкт-Петербурга — 29 писем, Москвы — 27 и Баку — 9); жители Казани, Новороссийска, Минска, Севастополя, Тифлиса, Воронежа, Томска и ссыльные Сибири также писали в газету.
Анализируя своё собственное положение, газета писала, что если её первый номер не вызвал особого интереса, то со второго номера подобный интерес уже проявился; настоящий же спрос на тираж возник в 1909 году с выходом из печати третьего и четвёртого номеров, а пятый номер был даже переиздан большевиками из Нарвы. К концу 1909 году только в Санкт-Петербурге циркулировало около тысячи копий газеты.
Внутрипартийное положение, которому было посвящено в обшей сложности 22 статьи, стало предметом детального рассмотрения газеты осенью 1909 года. Редакция констатировала, что несмотря на рост революционных настроений среди рабочих (по сравнению с периодом начала Первой русской революции), они неохотно контактируют с «подпольной интеллигенцией»: частью проблемы было то, что профессиональные революционеры, получая из партийной кассы только по 15-20 рублей, были практически вынуждены прибегать к экспроприациям — ограблениям банков, в результате чего становились лёгкой мишенью для царской охранки. Отмечалось газетой и обилие полицейских провокаторов, входивших в партийные комитеты, в то время как на уровне заводских ячеек о таковых практически ничего не было известно.

#### Освещение внутренней политики

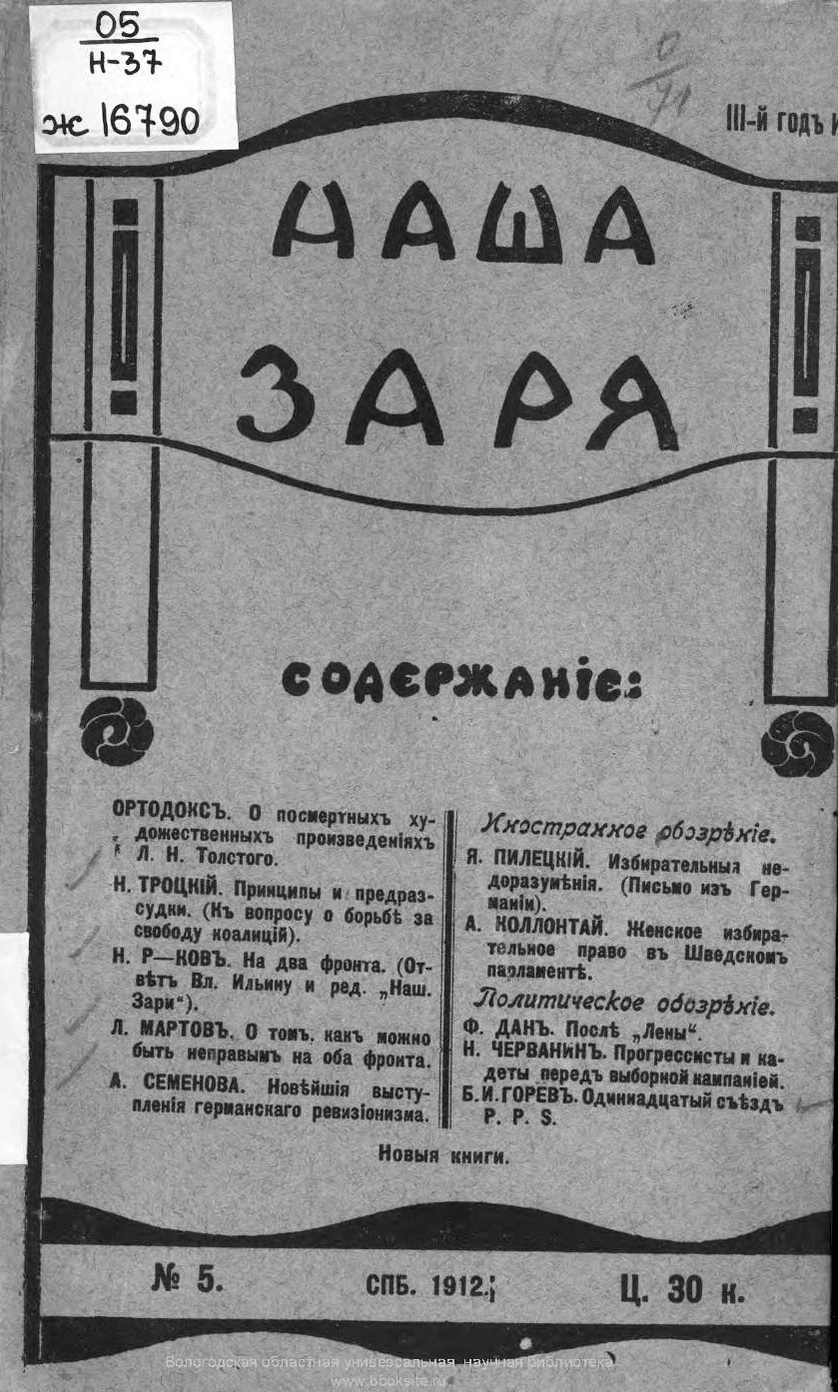
Обложка журнала «Наша заря» со статьёй Троцкого «Принципы и предрассудки» (1912)

Когда в столице Российской империи, Санкт-Петербурге, развернулась первая после нескольких лет почти полного молчания открытая кампания по сбору подписей под петицией в адрес Государственной думы, текст которой выражал протест против гонений на рабочие союзы, клубы и просветительные общества, «Правда» — в отличие от выходившей в столице России легальной «Звезды» — не осталась в стороне. Газета Троцкого не только рассказала о данной кампании, но и организовала сбор среди западноевропейских социалистов (преимущественно, немцев и австрийцев) «своеобразной анкеты». Результаты анкетирования были затем опубликованы в двух номерах «Правды», а позже — и в статье Троцкого «Принципы и предрассудки. (К вопросу о борьбе за свободу коалиций)», вышедшей в меньшевистском легальном журнале «Наша заря» — работу Троцкого положительно оценил в письме Мартову Александр Потресов. Кроме того «Правда» публиковала также и мнения Каутского, Меринга, Либкнехта и других, высказывавшихся, в противовес Ленину, в пользу петиционной кампании.
«Оптимистичное толкование» (англ. optimistic gloss) получили в «Правде» события, связанные с Первым Всероссийским женским съездом, проходившем в Санкт-Петербурге в декабре 1908 года — съезд поддержал близкую Троцкому позицию о том, что настало время для инициативы со стороны рабочих в оживлении социал-демократической партии. Первый Всероссийский съезд фабричных врачей и представителей фабрично-заводской промышленности, прошедший в апреле 1909 года, также вызвал интерес со стороны редакции: газета утверждала, что на съезде было представлено множество социал-демократов, которые, правда, не были готовы вступить в РСДРП в связи с фракционными дрязгами.
Как в весьма популярной форме, так и в обширных аналитических материалах, использовавших многочисленные статистические данные, Троцкий, по мнению Фельштинского и Чернявского, стремился дать общую картину социально-политической ситуации в Российской империи и результатов функционирования III Государственной думы. Особенно интересной исследователям казалась статья «К чему пришли», опубликованная 14 (27) июля 1909 года: в ней «была намечена широкая ретроспективная панорама отступления революции» после 1905—1907 годов и контрнаступления правых движений, пользовавшихся «полной поддержкой царизма»; кроме того Троцкий обсуждал и политические позиции октябристов и кадетов. В статье Троцкий делал попытку доказать, что по всем жизненным проблемам страны ни правые группы, ни центристские политические силы были не способны «выразить истинные тенденции общественного развития»:
Первые две Думы показали всю жалкую беспочвенность либеральной тактики соглашения. Добром ни царизм, ни дворянство не уступят ни нитки. Ласковыми словами их не проймешь. Борьба тут нужна решительная и беспощадная.
В то же время, автор стремился убедить своих читателей в наличии серьёзных противоречий между помещиками и крупными капиталистами, что, по его мнению, приводило к неустойчивому положению III Думы. Троцкий, в частности, не исключал, что эта Дума будет разогнана так же, как и две предыдущие. В статье, содержавшей обращение к пролетариату, в различном контексте повторялось утверждение, ярко сформулированное в конце: по мнению автора, именно рабочему классу предстояло «занести над головой самодержавной гадины каблук для последнего смертельного удара».

#### Освещение внешней политики
В нескольких статьях в «Правде» Троцкий касался вопросов внешней политики Российской империи, посвятив данной проблематике специальный анализ, опубликованный осенью 1909 года. Вновь возвращаясь к проблеме сохранявшегося в те годы в империи промышленного застоя, автор концентрировал внимание читателей на острой необходимости новых внешних займов для имперского правительства: Троцкий связывал эту проблему с усиливавшейся в те годы зависимостью царского правительства от политики Франции и Великобритании в их конкурентной борьбе с Германией. Троцкий даже объявил «самодержца всероссийского» «крепостным мужиком английской [фондовой] биржи». В том же цикле рассматривались и конкретные вопросы: в частности, политика Российской империи на Балканах и в Персии. И здесь — после анализа позиций правительства и думских партий, проведённого на основе российской и зарубежной прессы — звучал авторский вывод о предательстве царизмом интересов Сербии, а также о том, что власти Империи были готовы в удобный для них момент совершить интервенцию в Персии, направленную на обеспечение преобладающего влияния в этой восточной стране. К «балканскому вопросу» Троцкий обращался и в своих статьях для ряда русских, польских и немецких социалистических изданий.

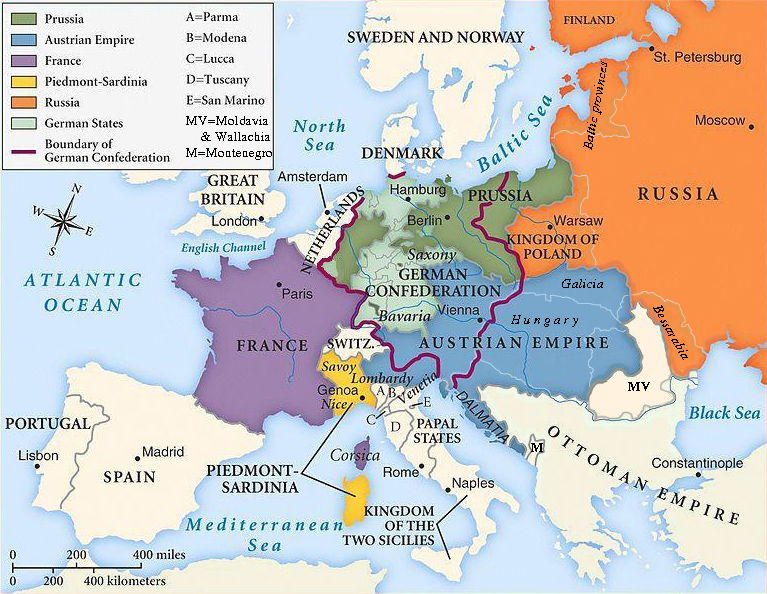
Европейские границы по условиям Венского конгресса 1815 года

К вопросу о ситуации на внешних рынках Троцкий возвращался и в статье «С Думой или без Думы?», опубликованной 18 (31) марта 1910 года: автор полагал, что крупный внешний военный конфликт неизбежно приведёт к военному поражению Российской империи, и так ослабленной после Русско-японской войны и Революции 1905—1907 годов. Правительство, по мнению Троцкого, крайне боялось войны, понимая, что военное поражение может привести к революции; поэтому власти Империи знали «одно правило: молча проглатывать унижения, с христианской кротостью переносить пощечины». В свою очередь, «военное ничтожество» царизма имело, согласно будущему наркому иностранных дел, самые пагубные последствия для международного положения — в частности, во взаимоотношениях с державами Европейского Концерта. Оно наводило «буржуазную Европу на размышления о непрочности всего третьеиюньского порядка» в России.

#### Аграрный вопрос и критика эсеров
Одним из важных направлений публицистической деятельности Троцкого в газете «Правда» были и попытки анализа как аграрного вопроса, в целом, так и крестьянской политики социал-демократии. В частности, в связи с этим критике Троцкого подвергалась Партия социалистов-революционеров (ПСР). В «Правде», которую сам Троцкий считал газетой массовой, он, как правило, избегал публикаций материалов программного характера — но именно таковыми были его принципиальные статьи по аграрному вопросу: «Крестьянство и социал-демократия» и «Дума и закон 9 ноября». Поэтому они появились в журнале польских социал-демократов пол. Przeglad Social-demokratyczny («Социал-демократическое обозрение»), а в своей газете Троцкий предпочитал публиковать статьи и обращения, «несравненно более доступные» для самих крестьян. К таким статьям он отнёс размышления «Вокруг мужицкой земли», где автор обращал особое внимание на формирование сельского пролетариата и его перспектив, а также статью «Чересполосица и социализм», посвящённую противопоставлению чересполосицы и столыпинского хутора общественной обработки земли, которая виделась Троцкому при будущем социалистическом порядке. Обе статьи вышли в конце 1909 — начале 1910 года.
В текстах Троцкого тех лет нашёл своё отражение и тот факт, что политические установки эсеров, в определённой степени, напоминали концепцию перманентной революции, приверженцем которой был сам революционер (см. «Наша революция»). В ряде вопросов концепции расходились до противоположности: хотя эсеры и отрицали способность буржуазии стать во главе революции, а также утверждали, что будущая революция не должна ограничиваться только лишь сменой власти и частичным перераспределением собственности в рамках капитализма (эсерами предполагалась полная отмена частной собственности на землю — путём её «социализации», то есть передачи органам местного самоуправления), они же предусматривали в своей программе проведение не социалистической, а социальной революции, чьей основной движущей силой будет крестьянство. В более практическом плане, эсеры не считали Советы 1905 года (в частности, Петербургский — который возглавлял Троцкий) способными исполнять государственные функции: члены ПСР видели в них только самоуправленческие органы на местах.
Все эти программные различия стали главной мишенью для атак Троцкого: он был одним из немногих, кто попытался использовать дело Азефа в интересах социал-демократического движения. В то время как информация о том, что одним из руководителей ПСР являлся многолетний сотрудник Департамента полиции Евно Азеф, внесла деморализацию в ряды революционеров (причём не только в ряды эсеров, но и в среду социал-демократов) и члены обеих партий стали массово подозревать провокацию и искать провокаторов, Троцкий опубликовал в германской и польской социалистической прессе несколько объёмных статей на тему «вырождения терроризма». В «Правде» же, после серии упоминаний о деле Азефа, он в январе 1910 года выступил с крайне острой и едкой статьёй «Терроризм, провокация и революция»:

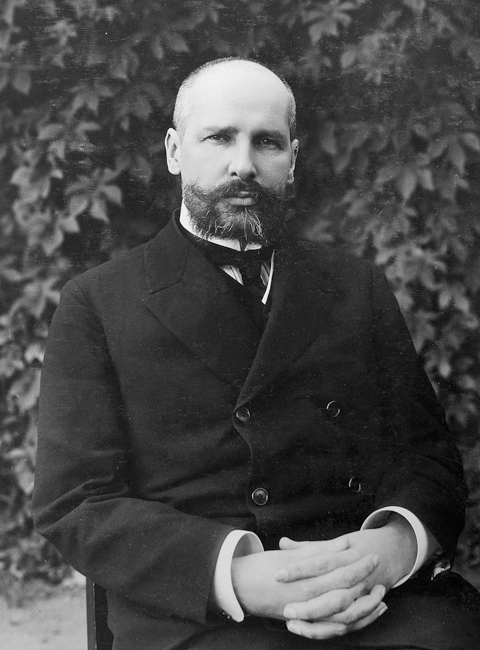
П. Столыпин в начале XX века

Оживают массы, оживают. Занесут они снова над нами великую метлу. И та пролетарская метла во сто тысяч раз страшнее самой страшной динамитной бомбы.

#### Столыпин и Толстой
Несколько раз внимание редактора «Правды» привлекла и личность главы правительства Империи Петра Столыпина: первоначально, в связи с проводимой по его инициативе серии аграрных реформ, а затем — и непосредственно после смертельного ранения, полученного премьер-министром в Киеве 1 сентября 1911 года. Обе посвящённые гибели Столыпина статьи были опубликованы в одном номере «Правды» от 16 (29) ноября 1911 года и были полны «неприкрытой ненависти» к убитому министру. Фельштинский и Чернявский обращали внимание, что в данных текстах проявилась несвойственная обычно ироничному Троцкому ленинская манера «откровенной грубости и злости». Хотя Троцкий в статьях и признавал, что не Столыпин создал контрреволюцию, а контрреволюция создала Столыпина — будущий нарком всё же считал, что «для пролетариата Столыпин был и оставался до последнего издыхания своего не только кровожадным, но и бесчестным врагом»:
Его [Столыпина] трусливо-подлый заговор против нашей [социал-демократической] фракции во второй Думе [Российской империи] рисует нравственный облик убитого временщика во всей его отвратительной наготе.

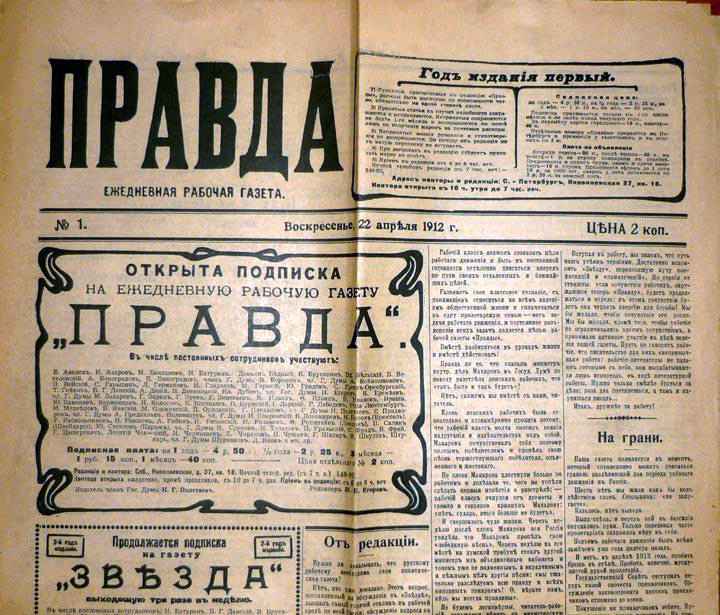
Первый номер петербургской «Правды» (1912)

По мнению Фельштинского и Чернявского, данная «кровожадная» статья скорее рисовала неприглядный облик самого её автора — который фактически одобрил политическое убийство.
На страницах «Правды» Троцкий вернулся и к литературной критике: в частности, он продолжил писать о творчестве Толстого, «хвалебную» (англ. panegyrical) статью о котором революционер уже опубликовал в сентябре 1908 года в социал-демократическом журнале Каутского «Die Neue Zeit». В новом тексте Троцкий продолжил фокусироваться на социальных аспектах Толстого как человека и писателя. Испытывая «презрение к нравственной философии Толстого», которая, по мнению будущего наркома, уводила писателя от реальности его дней, связанной с изменением и прогрессом (ростом городов, торговли, промышленности), Троцкий всё же считал, что своим творчеством писатель приближал революционные изменения в Российской империи:
Таково сцепление идей и событий, которого Толстой, разумеется, не предвидел на своем смертном одре. Едва навеки сомкнул глаза свои тот, кто бросил в лицо торжествующей контрреволюции незабвенное «не могу молчать!»...

### Петербургская «Правда» Ленина
По мнению агента Департамента полиции, внедрённого в РСДРП, создание «Рабочей газеты» являлось результатом стремления Ленина подорвать тираж и популярность, «пользовавшейся значительным распространением „Правды“» Троцкого. Именно ввиду популярности венской газеты, тираж которой составлял около 3—4 тысяч экземпляров, Ленин, приступая в 1912 году в Санкт-Петербурге к подготовке издания крупной легальной большевистской газеты тиражом 40 тысяч, дал ей то же название; по другим данным лично лидер большевиков не имел непосредственного отношения к выбору заголовка: редактор газеты «Звезда» Николай Полетаев, возможно, был ответственен за подобный выбор. 23 апреля (6 мая) 1912 года, на следующий день после выхода первого номера большевистской «Правды», в венской «Правде» появилась редакционная заметка с обвинениями в адрес фракции большевиков в присвоении заголовка. Данный текст был, по мнению Фельштинского и Чернявского, «наиболее острым публичным обвинением» против Ленина за авторством Троцкого. Ответ Ленина гласил: «Напрасно трудитесь посылать склочные и кляузные письма. Ответа не будет». Номер венской «Правды» от 23 апреля стал последним в истории издания — большевистская «Правда» «завершила карьеру» венской газеты. Исследователям не было вполне понятно было ли решение о закрытие газеты сознательным или публикация следующего номера была отложена и не возобновлена.
Троцкисты окончательно примкнули к ликвидаторам, своей литературы более не издают и издававшуюся в Вене газету «Правда» — орган Троцкого — закрыли.
Несмотря на прекращение выхода газеты, в 1912 году в Вене вышел «Листок Организационного комитета по созыву общепартийной конференции», а в 1914 Троцкому, совместно с будущим профессором МГУ Василием Шером, удалось организовать в столице Российской империи выход «толстого» журнала «Борьба». Редактирование материалов для журнала проходило в австро-венгерской столице.

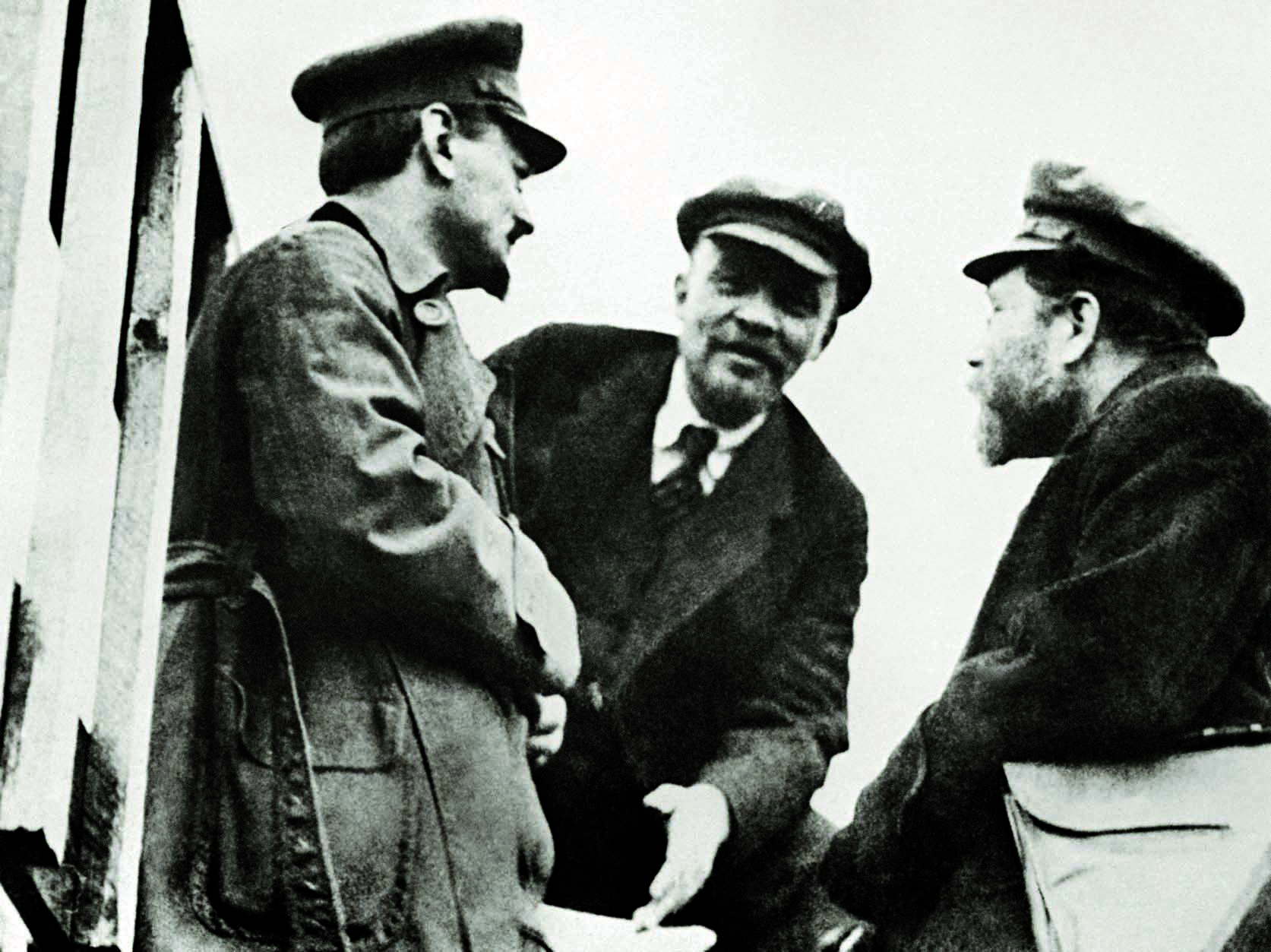
Л. Троцкий, В. Ленин и Л. Каменев в 1919 году

## Оценки и влияние
О конфликте с Троцким, связанным с газетой «Правда», Ленин впоследствии упоминал неоднократно. Вопреки фактам, в декабре 1911 года лидер большевиков писал, что Троцкий «изгнал» Каменева из редакции газеты. Надежда Крупская же излагала иную версию событий: по её словам, Троцкий выступил в венском социал-демократическом клубе против ленинской «Рабочей газеты», назвав её узкофракционным органом — в результате чего Каменев покинул редакцию. Обе версии представлялись Фельштинскому и Чернявскому «неосновательными».
Уже в советские времена, 1932 году, в СССР — в связи с борьбой с «троцкизмом» — был опубликован черновик статьи Ленина «О краске стыда у Иудушки Троцкого», в котором содержалась крайне острая критика как лично Троцкого, так и его редакторской политики 1900—1910-х годов:
Иудушка Троцкий распинался на пленуме против ликвидаторства и отзовизма. Клялся и божился, что он партиен. Получал субсидию. После пленума ослабел ЦК, усилились впередовцы – обзавелись деньгами. Укрепились ликвидаторы, плевавшие в «Нашей заре» перед Столыпиным в лицо нелегальной партии. Иудушка удалил из «Правды» представителя ЦК и стал писать в «Форвертс» ликвидаторские статьи...
В книге «История Всесоюзной коммунистической партии (большевиков). Краткий курс», опубликованной в 1938 году, венская «Правда» упоминалась в разделе «Борьба большевиков против троцкизма»:
Троцкий организовал в Вене (Австрия) литературную группу и стал издавать «внефракционную», на самом же деле меньшевистскую, газету. […] Так, на этом пленуме [ЦК] решено было закрыть большевистскую газету «Пролетарий» и дать денежную поддержку газете Троцкого «Правда», изливавшейся им в Вене. Каменев вошел в редакцию газеты Троцкого и вместе с Зиновьевым стремился превратить газету Троцкого в орган ЦК.
Биограф Троцкого Джеффри Суэйн писал о венской «Правде» как об одном из главных дел (англ. affair) в жизни революционера: наравне с Южно-русским рабочим союзом и Военно-революционным комитетом 1917 года. Профессор Корни, задаваясь вопросом, являлась «Правда» успехом или неудачей Троцкого, писал, в противовес мнению Исаака Дойчера, что, используя журналистские критерии, газету можно было считать относительным успехом: стиль, формат, язык и политическая ориентация газеты получили значительную поддержку. Он также отмечал, что подобная популярность была достигнута при финансовых ограничениях и нелегальности всего издания. Политический же успех газеты вызывал у Корни сомнения: партийная активность в Российской империи только начала «оживать» к тому моменту, как венская «Правда» прекратила выходить в свет — в итоге, Ленину удалось «перехитрить» (англ. outmanoeuvring) Троцкого.

## Тексты статей
- «К чему пришли Архивная копия от 17 июля 2017 на Wayback Machine» от 1909 года.
- «С Думой или без Думы? Архивная копия от 17 июля 2017 на Wayback Machine» от 1910 года.
- «Вокруг мужицкой земли Архивная копия от 17 июля 2017 на Wayback Machine» от 1910 года.
- «Юбилей позора нашего (1613—1913) Архивная копия от 21 мая 2013 на Wayback Machine» из серии «Библиотека „Правды“».